# Phì diệp biển
Phì diệp biển hay cỏ bồng đất mặn (danh pháp khoa học: Suaeda maritima) là loài thực vật có hoa thuộc họ Dền. Loài này được Carl Linnaeus miêu tả khoa học đầu tiên năm 1753 dưới danh pháp Chenopodium maritimum. Năm 1827 Barthélemy Charles Joseph du Mortier chuyển nó sang chi Suaeda.